# Sibil·la de Palau
Sibil·la de Palau   (Després de 1231 - Després de 1280) va ser comtessa d'Empúries i vescomtessa propietària de Bas, succeint el seu pare Simó de Palau. El 1262 va casar-se amb el comte Hug V d'Empúries i va tenir un fill que esdevindria Ponç V d'Empúries. Per desavinences amb el seu fill va vendre part dels seus títols a Dalmau de Palau, al rei Pere el Gran i als bisbes de Girona.